# Abditomys latidens
Abditomys latidens é uma espécie de roedor da família Muridae.
É a única espécie do gênero Abditomys.
Endêmica das Filipinas.